# 胶东1942年春季战役
胶东1942年春季战役，中国亦称胶东1942年春季反“扫荡”，是中国抗日战争中中日双方发生的战役。